# Desa Songbledeg
Desa Songbledeg är en administrativ by i Indonesien.   Den ligger i provinsen Jawa Tengah, i den västra delen av landet, 500 km öster om huvudstaden Jakarta. Desa Songbledeg ligger vid sjöarna  Telaga Ngandong och Telaga Karet.